# Джонс, Винни
Ви́нсент Пи́тер (Ви́нни) Джонс (англ. Vincent Peter "Vinnie" Jones; род. 5 января 1965, Уотфорд) — британский актёр, в прошлом — футболист, выступавший на позиции полузащитника.

## Футбольная карьера
В футбол Винни Джонс начинал играть в самом юном возрасте, в школьной команде (ему до сих пор принадлежит рекорд своей школы как самому молодому игроку, сыгравшему в матче — Винни было всего 9 лет). Он всегда играл со старшими ребятами и отличался хорошей техникой, пасом и ударом. Джонс играл в детской команде местного клуба «Уотфорд», был капитаном команды и игроком сборной графства Хартфордшир. Молодой футболист прошёл отличную школу — его первыми тренерами были Берти Ми, приводивший «Арсенал» к победе в чемпионате и Кубке Англии в 1971 году, и Джордж Грэм. В возрасте 12 лет его приметил начинающий тогда тренер Дэйв Бассетт, который позже возглавил «Уимблдон». Однако дальше детской команды «Уотфорда» Джонсу пойти не удалось — его отчислили, не сочтя перспективным мелкого и щуплого мальчика. После этого Винни прекратил играть в футбол.
| Молодёжные клубы     | Молодёжные клубы     | Молодёжные клубы |
| -------------------- | -------------------- | ---------------- |
| 1973—1977            | Бедмонд              | Бедмонд          |
| 1977—1978            | Уотфорд              | Уотфорд          |
| 1982                 | Бедмонд              | Бедмонд          |
| Клубная карьера      |                      |                  |
| 1982—1984            | Бедмонд              | ? (?)            |
| 1984                 | УайЮИ Флайерс        | ? (?)            |
| 1984—1986            | Уэлдстон             | Конференция      |
| 1986                 | → Хольмсунд          | 22 (1)           |
| 1986—1989            | Уимблдон             | 77 (9)           |
| 1989—1990            | Лидс Юнайтед         | 46 (5)           |
| 1990—1991            | Шеффилд Юнайтед      | 35 (2)           |
| 1991—1992            | Челси                | 42 (4)           |
| 1992—1998            | Уимблдон             | 177 (12)         |
| 1998—1999            | Куинз Парк Рейнджерс | 9 (1)            |
| 1984—1999            | Всего за карьеру     | 446 (36)         |
| Национальная сборная |                      |                  |
| 1994—1997            | Уэльс                | 9 (0)            |

Вернулся к любимой игре Джонс в 1984 году в клубе высшей любительской английской лиги «Вельдстоун», с которым выиграл любительские чемпионат и кубок Англии, в 1986 году с командой «Хольмсунд» победил в 3-м дивизионе чемпионата Швеции и в том же году перешёл в «Уимблдон». Он стал частью «Банды психов», как прозвали команду конца 80-х, которая выиграла Кубок Англии по футболу в 1988 году, что является величайшим достижением в истории клуба. Позже Джонс выступал за «Лидс Юнайтед» (1989—1990), «Шеффилд Юнайтед» (1990—1991) и «Челси» (1991—1992), после чего в 1992 году вернулся в «Уимблдон» и стал капитаном команды. Он сыграл более 250 игр за «Донов», а в 1998 году ненадолго стал играющим тренером «Куинз Парк Рейнджерс». Вскоре после этого он завершил профессиональную карьеру в возрасте 33 лет. За всю свою карьеру, выступая на позициях защитника и полузащитника, он сыграл 384 официальных матча и забил в них 33 гола.
Винни Джонс по прозвищу «Секира» (Axe) был известен своим имиджем «жёсткого парня», за что его игру часто критиковали. За карьеру он получил 12 красных карточек, а в 1992 году в начале игры между его «Челси» и «Шеффилд Юнайтед» он получил жёлтую карточку уже через 3 секунды после выхода на поле за подкат под нападающего соперника Дейна Уайтхауса. Сразу после свистка, Джонс подбежал к сопернику, даже не владевшему мячом, и тут же пнул его по ногам. Самый известный эпизод с его участием произошёл в игре с «Ньюкаслом» — тогда Джонс сдавил промежность опекаемого им Пола Гаскойна (см. фото). В другой игре Джонс нанёс тяжелейшую травму защитнику «Тоттенхэма» и сборной Англии Гэри Стивенсу, после которой тот вынужден был досрочно завершить свою карьеру. Однако, выступая за «Лидс», Джонс показал, что способен играть не прибегая к грязным приёмам, и за весь сезон под руководством Говарда Уилкинсона он получил всего 3 жёлтых карточки. В «Шеффилде» и «Челси» его также ни разу не удаляли с поля.
Винни Джонс был рассказчиком в знаменитом видеофильме «Жёсткие парни футбола», вышедшем в 1992 году, в котором были собраны моменты с участием самого Джонса и других «жёстких парней», а также давались советы по грубой игре. После выхода видеофильма Джонс был оштрафован английской футбольной ассоциацией на сумму £20,000 и получил 6-месячную дисквалификацию за дискредитацию футбола. Несмотря на это, Джонс был очень популярен в лиге, являлся кумиром болельщиков и лидером «Банды психов» «Уимблдона» в самые успешные годы этой команды. Журналисты постоянно обвиняли Джонса в неуклюжести и грубости, а перед финалом Кубка Англии одна газета написала: «Представьте, сколько великих футболистов никогда не выигрывали этот трофей. Если победит „Уимблдон“, в котором есть такие игроки, как Винни Джонс, это будет издевательством над футболом!».
В пиковый момент своей карьеры Джонс решил играть за сборную Уэльса. Хотя он и родился в английском городе Уотфорде, за сборную Англии с такой скандальной репутацией сыграть ему было не суждено, поэтому он нашёл у себя валлийские корни по материнской линии, что позволило ему сыграть девять матчей за Уэльс и даже быть капитаном сборной. Интересно, что Джонса ранее приглашали в сборную Ирландии, но тогда ему не удалось доказать своих ирландских корней.

### Достижения в футболе
- Победитель 2-го дивизиона чемпионата Англии: 1990
- Обладатель Кубка Англии: 1988
- Победитель любительского чемпионата Англии: 1985
- Обладатель любительского Кубка Англии: 1985

## Актёрская карьера
В 1998 году, не имея никакого опыта актёрской игры, Джонс дебютировал в кино, снявшись в фильме Гая Ричи «Карты, деньги и два ствола» в роли лондонского бандита Большого Криса. При большом росте, хорошей физической форме и известной репутации Джонс идеально подошёл на роль «крутого парня». За эту роль и за роль похожего персонажа, Тони по прозвищу «Пуля в зубах», в следующем фильме Гая Ричи, «Большой куш», Джонс получил несколько наград и немалое количество положительных отзывов британских критиков, которые отмечали присущее ему своеобразное чувство юмора, а актёр Дастин Хоффман окрестил его «новым Брюсом Уиллисом». Такой успешный дебют предопределил дальнейшую успешную актёрскую карьеру. В дальнейшем этот образ крутого парня стал фирменным для Джонса — подобных героев он играл в американских фильмах «Угнать за 60 секунд», «Пароль „Рыба-меч“», «Евротур», «Ночь в «Золотом орле»» и других. Его партнёрами были такие известные актёры как Николас Кейдж, Анджелина Джоли, Брэд Питт, Джейсон Стейтем, Роберт Де Ниро, Джон Траволта, Хью Джекман, Сильвестр Сталлоне, Арнольд Шварценеггер и Хэлли Берри.
В фильме 2001 года «Костолом» (известном также как «Злая машина»), ремейке американского фильма 1974 года «Самый длинный ярд» с Бёртом Рейнольдсом в главной роли, Винни Джонс получил свою первую главную роль — Дэнни Мина, известного футболиста, капитана сборной Англии, у которого началась чёрная полоса в жизни. Сначала он стал национальным позором, умышленно промазав важнейший пенальти, за что был обвинён в подкупе (хотя на самом деле ему в случае отказа угрожали расправой кредиторы), а затем попал в тюрьму за пьяную драку с двумя полицейскими. В тюрьме, где большинство ненавидит его за тот «сданный» матч, он собирает команду заключённых для игры в футбол с тюремными надзирателями — и снова от Мина требуют, чтобы он продал игру, на этот раз директор тюрьмы, угрожая пожизненным заключением. Это единственный пока кинофильм, где Джонс сыграл профессионального футболиста. В молодёжной комедии «Она — мужчина» Винни Джонс также сыграл персонажа, близкого его спортивному прошлому — футбольного тренера колледжа Айлирия.
В 2006 году вышел самый высокобюджетный фильм с участием уже известного в Голливуде Джонса — третьей части фантастического боевика «Люди Икс» — «Люди Икс: Последняя битва». Он сыграл мутанта Джаггернаута, облачённого в броню гиганта, обладающего невероятной силой. В интервью после премьеры фильма Джонс заявил, что подписал контракт сразу на три фильма: «Я согласился на съёмки в Людях Икс 3, 4 и 5».
Первой ролью «чувствительного» крутого парня для Винни Джонса стала роль Джонни Дойла, бегущего от своего жестокого прошлого, но сталкивающегося с ним в новой жизни, в фильме «Джонни Динамит», снятого в 2005 году, но вышедшего на экраны только осенью 2006 года. Фильм был включён в программу Международного кинофестиваля в Карловых Варах в июле 2006 года. В картине также снялись Эрик Ла Салль (бывшая звезда сериала «Скорая помощь»), Роджер Долтри из группы The Who, Саманта Мамба и бывший чемпион мира по боксу в тяжёлом весе Леннокс Льюис.
27 апреля 2007 года состоялась премьера нового триллера от Всемирной Федерации Реслинга (WWE), «Приговорённые», в котором Джонс снялся вместе со своим старым знакомым Стивом «Ледяной Скалой» Остином. В настоящее время Винни востребован, прежде всего, в Голливуде, и снялся в нескольких проектах, среди которых фильмы ужасов «Тело из трясины», «Полуночный экспресс» и другие. В марте 2010 года снимался в Алма-Ате в триллере казахстанского режиссёра Ахана Сатаева «Ликвидатор». В 2010 году Джонс начал сниматься в сериале «Плащ» в роли Скейлза, мафиози с чешуйчатым лицом.
Джонс дебютировал в музыкальном театре в октябре 2006 года в мюзикле Стивена Сондхейма «Into the Woods».
В 2014 году Винни Джонс сыграл одну из ключевых ролей в российском фильме «Вычислитель». Также в 2014 году сыграл роль злодея из комиксов Дэнни «Брика» Бриквелла в сериале «Стрела».
В 2015 году Джонс сыграл стражника Гарета в музыкальном комедийном телесериале «Галавант».

## Другие работы
С середины 1990-х популярный герой скандальной прессы Винни Джонс стал телезвездой — его часто приглашали на различные шоу, он комментировал футбольные матчи, вёл спортивную колонку в газете The Sun и телепрограмму «Мужики и моторы».
6 декабря 1998 года Джонс появился на шоу Всемирной Федерации Рестлинга, где он в своём стиле «жёсткого парня» играл роль особого гостя-телохранителя в главном поединке дня. Перед боем у него завязалась драка (сценическая) с телохранителем соперника, Большим Боссмэном, за что он получил «красную карточку» и был удалён. В конце шоу он вернулся, чтобы попить пива со Стивом «Ледяной Скалой» Остином и судьёй Эрлом Хебнером.
В ноябре 2002 года вышел его первый музыкальный альбом Respect (Уважение) с песнями в стилях блюз и соул, выпущенный в Великобритании лейблом Telstar Records.
Винни Джонс снялся в серии транслировавшихся на британском телевидении рекламных роликов крупного производителя крепких спиртных напитков Bacardi.
Имидж и голос Джонса используется в рекламной кампании британской букмекерской конторы Ladbrokes по популяризации собачьих бегов, с которыми Джонс связался после своего кинодебюта, став владельцем нескольких беговых собак (также он владеет беговой лошадью по кличке «60 секунд») и просто интересующимся этим видом спорта.
В 2013 году снялся в сериале для канала National Geographic «Винни Джонс реально о России», в котором он попробовал себя в самых сложных профессиях России.

## Личная жизнь
Уже в молодости у Джонса начались проблемы с законом — за вождение в нетрезвом виде и пьяные драки его не раз арестовывала полиция. Вечеринка по поводу его 21-летия закончилась грандиозной дракой. А в одном матче в шедшего в раздевалку футболиста плюнул болельщик команды-противника, в ответ Винни кинулся с кулаками на трибуну давать сдачи. Хулиганские выходки всегда были частью его жизни, а когда он стал известным спортсменом, спортивная и жёлтая пресса сделала Джонса своим излюбленным героем — статьи о его проделках на поле и за его пределами постоянно украшали страницы британских газет.
Во время выступления за «Уимблдон» Джонс стал неотъемлемой частью так называемой «Банды психов», так команду «Донов» впервые назвал Тони Стэнсон из Daily Mirror, а затем это прозвище подхватила вся страна. Эти ребята, среди которых заводилами были Деннис Уайз, Джон Фашану (лучший друг Джонса), Лори Санчес и сам Винни Джонс, эксцентрично вели себя на поле и за его пределами. Постоянные вечеринки с выпивкой и девицами, нарушение спортивного режима и вмешательство полиции. Однако игра команды приводила болельщиков в восторг, поэтому «бандитам» всё сходило с рук. После того как тренер «Уимблдона», Дэйв Бассетт, ушёл в клуб «Уотфорд», он познакомил Винни Джонса с известнейшим певцом Элтоном Джоном, давним болельщиком «Уотфорда» и владельцем этого клуба. В конце 1980-х Винни иногда звал Элтона попить пива в каком-нибудь пабе со своими друзьями.
В 1997 году Джонс был близок к тому, чтобы угодить в тюрьму — он избил соседа, с которым не сошёлся в споре относительно границ своей земли. Но Винни повезло, он отделался штрафом в 1150 фунтов и ста часами общественно-полезных работ. Он красил стены в доме престарелых, помогал малоимущим и сиротам.
Когда Джонс начинал играть за «Уимблдон», он познакомился в одном ночном клубе с Миленой Эллистон, и у них завязался роман. Хотя они и расстались вскоре, в 1991 году у них родился сын Аарон. Аарон живёт с матерью, но часто видится с отцом. 25 июня 1994 года Винни Джонс женился на своей старой знакомой, бывшей жене футболиста Стива Терри, Тане Лэмонт, и удочерил её дочь от первого брака, Кайли (родилась в 1987 году).
Гонорар за фильм «Карты, деньги, два ствола» — £30 000 — Джонс пожертвовал больнице, в которой Тане была сделана операция по пересадке сердца.
В 2003 году Винни Джонс устроил драку на борту самолёта, летевшего из Лондона в Токио, за что получил 80 часов общественных работ и запрет на полёты авиакомпанией Virgin Atlantic.
В ноябре 2013 года Винни Джонс объявил, что с февраля этого года борется с раком кожи и перенёс три операции по удалению опухолей.
Жена Винни Джонса умерла от продолжительной болезни в возрасте 53 лет в своем доме в Лос-Анджелесе в субботу, 6 июля 2019 года. Таня Лэмонт боролась с болезнью на протяжении последних шести лет, однако справиться с недугом у нее так и не получилось.
Винни Джонс с детства поддерживает лондонский футбольный клуб «Тоттенхэм Хотспур».

## Фильмография
| 1998 | Карты, деньги, два ствола   | Lock, Stock and Two Smoking Barrels | Большой Крис               |
| 2000 | Большой куш                 | Snatch                              | Тони «Пуля в зубах»        |
| 2000 | Угнать за 60 секунд         | Gone in Sixty Seconds               | Сфинкс                     |
| 2001 | Пароль «Рыба-меч»           | Swordfish                           | Марко                      |
| 2001 | Костолом                    | Mean Machine                        | Дэнни Михен                |
| 2002 | Ночь в «Золотом орле»       | Night at the Golden Eagle           | Родан                      |
| 2004 | Большая кража               | The Big Bounce                      | Лу Харрис                  |
| 2004 | Счастливый зуб              | Tooth                               | Зубодёр                    |
| 2004 | Евротур                     | EuroTrip                            | Безумный Мэйнард           |
| 2004 | Взрыв!                      | Blast!                              | Майкл Киттридж             |
| 2004 | Манера выживать 5+          | Survive Style 5+                    | Киллер                     |
| 2005 | Девушка номер один          | The Number One Girl                 | Драгош Молнар              |
| 2005 | Джонни Динамит              | Johnny Was                          | Джонни Дойл                |
| 2005 | Капкан времени              | Slipstream                          | Уинстон Бриггс             |
| 2005 | Предельная глубина          | Submerged                           | Генри                      |
| 2005 | Вторая половина             | The Other Half                      | Босс                       |
| 2005 | Таинственный остров         | Mysterious Island                   | Боб Гарви, капитан пиратов |
| 2006 | Она — мужчина               | She’s the Man                       | Тренер Динклейдж           |
| 2006 | Люди Икс: Последняя битва   | X-Men: The Last Stand               | Каин Марко / Джаггернаут   |
| 2006 | Гарфилд 2                   | Garfield: A Tail of Two Kitties     | Роммель (голос)            |
| 2006 | Сыграно                     | Played                              | Детектив Брайс             |
| 2006 | Аллея славы                 | 7-10 Split                          | Родди                      |
| 2006 | Сила и честь                | Strength and Honour                 | Смэшер О’Дрискол           |
| 2007 | Приговорённые               | The Condemned                       | Эван Макстарли             |
| 2007 | Загадка                     | The Riddle                          | Майк Салливан              |
| 2007 | Перегруженные               | Loaded                              | Мистер Блэк                |
| 2007 | Нечистая война              | The Filthy War                      | Желько Ражнатович "Аркан"  |
| 2007 | Зуб и ноготь                | Tooth & Nail                        | Полукровка                 |
| 2008 | Под кайфом                  | Loaded                              | Мистер Блэк                |
| 2008 | Тяжелый                     | The Heavy                           | Данн                       |
| 2008 | Полуночный экспресс         | Midnight Meat Train                 | Махоуони                   |
| 2008 | Адская поездка              | Hell Ride                           | Билли Уингз                |
| 2009 | Тело из трясины             | Legend of the Bog                   | Мистер Хантер              |
| 2009 | Начало времён               | Year One                            | Саргон                     |
| 2009 | Козырные тузы 2: Бал смерти | Smokin' Aces 2: Assassins' Ball     | Финбар Мактиг              |
| 2010 | Ирландец                    | The Irishman                        | Кит Ритсон                 |
| 2010 | Притворись моим мужем       | You May Not Kiss the Bride          | Брик                       |
| 2010 | Жизнь за брата              | The Heavy                           | Инспектор Данн             |
| 2010 | Плащ (телесериал)           | The Cape                            | Scales                     |
| 2010 | Взаперти                    | Locked down                         | Антон Варгас               |
| 2011 | Крест                       | Cross                               | Gunnar                     |
| 2011 | Самый худший фильм          | Not Another Not Another Movie       | Nancy Longbottom           |
| 2011 | Ликвидатор                  |                                     | киллер                     |
| 2011 | Эра драконов                | Age of the Dragons                  | Мистер Стап                |
| 2012 | Элементарно                 | Elementary                          | Себастьян Моран/М.         |
| 2012 | Фрилансеры                  | Freelancers                         | Салли                      |
| 2012 | Угнанный                    | Hijacked                            | специальный агент          |
| 2012 | Клин клином                 | Fire with Fire                      | Бойд                       |
| 2013 | Отряд героев                | Company of Heroes                   | Brent Willoughby           |
| 2013 | План побега                 | Escape Plan                         | Дрейк                      |
| 2013 | Кровь искупления            | Blood of Redemption                 | Campbell                   |
| 2014 | Вычислитель                 |                                     | Юст Ван Борг               |
| 2015 | Занесло                     | Redirected                          | Голден Поул                |
| 2015 | Галавант                    | Galavant                            | Гарет                      |
| 2015 | Стрела                      | Arrow                               | Дэнни «Кирпич» Брикуэлл    |
| 2015 | Отпущение грехов            | Absolution                          | The Boss                   |
| 2015 | В тисках                    | Gridlocked                          | Райкер                     |
| 2018 | Стрела                      | Arrow                               | Дэнни «Кирпич» Брикуэлл    |
| 2018 | Хитрость                    | Deception                           | Гунтер Густафсен           |
| 2019 | Джей в Голливуде            | Madness in the Method               | Винни                      |
| 2022 | Неубиваемый                 | Bullet Proof                        | Темпл                      |
| 2024 | Джентльмены                 | The Gentlemen                       | Джефф Сикомб               |

## Награды
- 1997 — Личность года на спутниковом телевидении (Журнал Satellite TV Europe)
- 1998 — Человек года (Журнал GQ)
- 1999 — Лучший актёр за фильм «Карты, деньги и два ствола» (Odeon Audience Awards)
- 1999 — Лучший дебют за фильм «Карты, деньги и два ствола» (журнал Empire)
- 2001 — Лучший британский актёр (журнал Empire)
- 2002 — Лучший актёр второго плана за фильм «Ночь в «Золотом орле»» (Нью-йоркский кинофестиваль)
- 2005 — Самый многообещающий актёр за фильм «Капкан времени» (Лондонский фестиваль научно-фантастических фильмов)